# David di Donatello 1995
La 40a edició dels premis David di Donatello, concedits per l'Acadèmia del Cinema Italià va tenir lloc el 3 de juny de 1995 al Capitoli de Roma.

## Guanyadors

### Millor pel·lícula
- La scuola, dirigit per Daniele Luchetti
- L'amore molesto, dirigit per Mario Martone
- Il postino, dirigit per Michael Radford

### Millor director
- Mario Martone - L'amore molesto
- Gianni Amelio - Lamerica
- Alessandro D'Alatri - Senza pelle

### Millor director novell
- Paolo Virzì - La bella vita
- Sandro Baldoni - Strane storie
- Alberto Simone - Colpo di luna

### Millor argument
- Alessandro D'Alatri - Senza pelle (ex aequo)
- Luigi Magni i Carla Vistarini - Nemici d'infanzia (ex aequo)
- Alessandro Benvenuti, Ugo Chiti i Nicola Zavagli - Belle al bar

### Millor productor
- Pietro Valsecchi - Un eroe borghese
- Angelo Curti, Andrea Occhipinti i Kermit Smith - L'amore molesto
- Elda Ferri - Sostiene Pereira
- Marco Poccioni i Marco Valsania - Senza pelle

### Millor actriu
- Anna Bonaiuto - L'amore molesto
- Sabrina Ferilli - La bella vita
- Anna Galiena - Senza pelle

### Millor actor
- Marcello Mastroianni - Sostiene Pereira
- Fabrizio Bentivoglio - Un eroe borghese
- Massimo Troisi - Il postino

### Millor actriu no protagonista
- Angela Luce - L'amore molesto
- Virna Lisi - La reina Margot (La Reine Margot)
- Ottavia Piccolo - Bidoni

### Millor actor no protagonista
- Giancarlo Giannini - Come due coccodrilli
- Roberto Citran - Il toro
- Philippe Noiret - Il postino

### Millor músic
- Franco Piersanti - Lamerica
- Luis Bacalov - Il postino
- Pino Donaggio - Un eroe borghese

### Millor fotografia
- Luca Bigazzi - Lamerica
- Luca Bigazzi - L'amore molesto
- Franco Di Giacomo - Il postino

### Millor escenografia
- Andrea Crisanti - Una pura formalità
- Giantito Burchiellaro - Sostiene Pereira
- Gianni Quaranta - Farinelli, Il Castrato

### Millor vestuari
- Olga Berluti - Farinelli, Il Castrato (Farinelli)
- Elisabetta Beraldo - Sostiene Pereira
- Moidele Bickel - La reina Margot (La Reine Margot)

### Millor muntatge
- Roberto Perpignani - Il postino
- Ruggero Mastroianni - Sostiene Pereira
- Simona Paggi - Lamerica
- Jacopo Quadri - L'amore molesto

### Millor enginyer de so directe
- Alessandro Zanon - Lamerica
- Mario Iaquone i Daghi Rondanini - L'amore molesto
- Tullio Morganti - Senza pelle

### Millor actriu estrangera
- Jodie Foster - Nell (Nell)
- Andie MacDowell - Quatre bodes i un funeral (Four Weddings and a Funeral)
- Uma Thurman - Pulp Fiction

### Millor actor estranger
- John Travolta - Pulp Fiction (Pulp Fiction)
- Hugh Grant - Quatre bodes i un funeral (Four Weddings and a Funeral)
- Tom Hanks - Forrest Gump

### Millor pel·lícula estrangera
- Pulp Fiction (Pulp Fiction), dirigit per Quentin Tarantino
- Forrest Gump, dirigit per Robert Zemeckis
- Cremat pel sol (Utomlyonnye solntsem), dirigit per Nikita Mikhalkov

### David Luchino Visconti
- Pupi Avati per la intel·ligència narrativa que li permetia una variació sensible i constant sobre els temes de l'existència i el malestar, amb enfocaments estilístics molt personals fins i tot dins d'un cinema de recerca pensat com a laboratori d'idees i professionalitat

### David especial
- Milčo Mančevski per Abans de la pluja. Un testimoni èpic de la insensata violència fratricida que infecta la regió dels Balcans ens estimula a reflexionar tant sobre la indiferència culpable dels que estan observant com sobre la desesperada impotència dels qui no volen acceptar l'explosió d'una brutalitat sense principis.
- Michele Placido per Un eroe borghese. Amb talent i modèstia, va recórrer el llarg i insòlit itinerari d’actor a autor, creant obres de reconegut valor narratiu, artístic i civil
- Vittorio Cecchi Gori pels seus èxits de producció extensos i significatius durant la temporada de cinema
- Aurelio De Laurentiis pels importants assoliments com a distribuidor en la temporada cinematogràfica